# Valdés (Buenos Aires)
Valdés es una localidad del partido de Veinticinco de Mayo, provincia de Buenos Aires, Argentina, fue fundado 1880.

## Fundación y nombre de origen
En 1880, el doctor Guillermo Valdés, nacido en la provincia de San Juan, se desempeñaba como médico rural de 25 de mayo, y salía a recorrer a caballo las zonas cercanas, con su maletín a cuestas, para atender a sus pacientes.
De todo lo que vio en sus viajes diarios, el terreno donde hoy está emplazado el pueblo le llamó la atención, y comenzó lo que más adelante sería un polo de desarrollo inédito hasta el momento. Compró varios campos, plantó árboles, tales como eucaliptus, variedades frutales y álamos, luego construyó un aserradero y requirió de mano de obra para la construcción . El contexto de gran inmigración a finales del siglo XIX, combinado con la creación de puestos de trabajo, favoreció la llegada de personas en búsqueda de un empleo que se fueron estableciendo en el lugar. Luego el mismo doctor abrió una fábrica de dulces y pobló sus tierras con ganado, generando aún más posibilidades laborales para trabajadores agrícolas de zonas aledañas.
Hay registros de 1898, año en que el Ferrocarril Sur pasaba por allí, pero todavía no existía la estación Valdés.
Varios habitantes afirman que el loteo de la fracción donde hoy está la localidad lo realizó Enrique Alberto Valdés, el menor de los hijos del doctor Guillermo Valdés. Tiempo más tarde la familia del médico donó 16 hectáreas para que se construyera la estación que nombraron con su apellido. La primera vez que funcionó, el 7 de marzo de 1905, representa el hito fundacional de la localidad, y es la fecha que se tomó como referencia para celebrar la fiesta aniversario de la localidad.

## Población
Censo del 2001 había 519 habitantes, en 2010 alcanzaba los 579, y el gran salto demográfico fue registrado en el relevamiento realizado en 2022. Se dio una cifra de casi 1000 residentes, porque hubo movimiento en esta última década, más que nada de chicos que han tenido que emigrar en otras épocas por sus estudios universitarios, que ahora han vuelto al pueblo, han adquirido terrenos y han construido. También hay personas que se mudaron desde Buenos Aires, personas que se han jubilado, tenían un familiar acá, pudieron comprar, edificaron, y vienen los fines de semana o cada 15 días.
| Gráfica de evolución demográfica de Valdés entre 1991 y 2010 |
|                                                              |
| Fuente: Censos nacionales del INDEC                          |

## Deportes
El deporte más popular en la ciudad es el fútbol; entre los muchos clubes que lo practican se destaca la Sociedad Pro Fomento de Valdés, fundado el 10 de octubre de 1954..

## Videos
- El pueblo ideal para vivir en YouTube., (en español)
- Valdés, en la localidad de 25 de Mayo, Buenos Aires en YouTube., (en español)
- Valdés - 25 de Mayo - Provincia de Buenos Aires (2017) en YouTube., (en español)